# IC 992
IC 992  ist eine Balken-Spiralgalaxie vom Hubble-Typ Sc im Sternbild Jungfrau am Nordsternhimmel. Sie ist rund 345 Millionen Lichtjahre von der Milchstraße entfernt.
Entdeckt wurde das Objekt am 8. Juni 1893 vom französischen Astronomen Stéphane Javelle.